# Boumango
 (mai 2010).
Si vous disposez d'ouvrages ou d'articles de référence ou si vous connaissez des sites web de qualité traitant du thème abordé ici, merci de compléter l'article en donnant les références utiles à sa vérifiabilité et en les liant à la section « Notes et références ».
Boumango est une ville du Gabon, chef-lieu du département de l'Ogooué-Létili dans la province du Haut-Ogooué, située à 98 km de Franceville.

## Politique
La ville a été érigée en commune en 1996.

## Économie
Depuis la fermeture de la Société Industrielle, d'Agriculture et d'Élevage de Boumango, l'économie de la localité repose essentiellement sur l'agriculture et la pêche, dont les produits proviennent le plus souvent du village environnant de Malundu, considéré comme la capitale économique de l'Ogooué-Létili.

## Sport
La ville compte un stade municipal et organise des championnats de football regroupant les équipes de l'AS Malundu, FC Biperi, Boumasport, Bafounou FC, Wosso, etc.

## Démographie
Plusieurs ethnies y cohabitent, dont les Tékés majoritaires, les Bahoumbou, les Mbanghouins, les Bakaningui et les Pygmées.